# Creoleon
Creoleon är ett släkte av insekter. Creoleon ingår i familjen myrlejonsländor.

## Dottertaxa tillCreoleon, i alfabetisk ordning[1]
- Creoleon aegyptiacus
- Creoleon afer
- Creoleon africanus
- Creoleon antennatus
- Creoleon arenosus
- Creoleon cecconinus
- Creoleon cervinus
- Creoleon chappuisi
- Creoleon cinerascens
- Creoleon cinnamomeus
- Creoleon confalonierii
- Creoleon corsicus
- Creoleon decussatus
- Creoleon desertus
- Creoleon diana
- Creoleon ducalis
- Creoleon elegans
- Creoleon falcatus
- Creoleon fulvinervis
- Creoleon giganteus
- Creoleon griseus
- Creoleon gularis
- Creoleon hiericontinus
- Creoleon interruptus
- Creoleon irene
- Creoleon languescens
- Creoleon limpidus
- Creoleon littoreus
- Creoleon loanguanus
- Creoleon lugdunensis
- Creoleon lupinus
- Creoleon luteipennis
- Creoleon mashunus
- Creoleon maurus
- Creoleon minanus
- Creoleon mortifer
- Creoleon neftanus
- Creoleon neurasthenicus
- Creoleon nigritarsis
- Creoleon nubifer
- Creoleon parallelus
- Creoleon parvulus
- Creoleon patrizianus
- Creoleon pauperatus
- Creoleon persicus
- Creoleon plumbeus
- Creoleon pretiosus
- Creoleon pullus
- Creoleon pusillus
- Creoleon remanei
- Creoleon somalicus
- Creoleon surcoufi
- Creoleon tarsalis
- Creoleon tenuatus
- Creoleon turbidus
- Creoleon ultimus
- Creoleon venosus